# 541550 Schickbela
541550 Schickbela este o planetă minoră (asteroid) din centura de asteroizi. A fost descoperită pe 30 august 2011 la Piszkéstetői Obszervatórium⁠(d) de  și a fost numită după Béla Schick⁠(d). 
Obiectul prezintă o orbită caracterizată de o semiaxă mare de 1,8872340043904 UAi, o excentricitate de 0,079891005938538, o înclinație de 26,131288879111 ° în raport cu ecliptica.